# Самарський район (Дніпро)
Самарський район — район міста Дніпра. Розташований на лівому березі річки Дніпра. Населення 77,9 тис. осіб. Площа району становить 6683,4 га.

## Історія
Самарський район утворений 6 квітня 1977 року. До складу Самарського району увійшли колишні міста районного підпорядкування Придніпровськ та Ігрень, селища Рибальське, Одинківка, Шевченко, Чаплі, житловий масив Нижньодніпровськ-Вузол.

## Населення

### Мова
Розподіл населення за рідною мовою за даними перепису 2001 року:
| Мова            | Кількість | Відсоток |
| --------------- | --------- | -------- |
| українська      | 40852     | 51.71%   |
| російська       | 37543     | 47.52%   |
| вірменська      | 117       | 0.15%    |
| білоруська      | 101       | 0.13%    |
| циганська       | 24        | 0.03%    |
| гагаузька       | 19        | 0.02%    |
| інші/не вказали | 341       | 0.44%    |
| Усього          | 78997     | 100%     |

## Постаті
- Романенко Роман Сергійович (1994—2019) — молодший лейтенант Збройних сил України, учасник російсько-української війни.
- Румигін Шаміль Маджидович (1994—2019) — солдат Збройних сил України, учасник російсько-української війни.